# 翟灝 (乾隆進士)
翟灝（1712年—1788年），字大川，後改字晴江，浙江仁和（今杭州市）人，祖籍河南祥符（今開封市）。

## 生平
乾隆十九年（1754年）进士。不愿为知县，请改教职，历任浙江金华府、衢州府儒学教授。学识渊博，喜好藏书。所居之室名为书巢，经史之外，山经地志，野史小说，佛经道术，无不收藏。善于作诗，长于考证。

## 著作
著有《四书考异》七十二卷、《尔雅补郭》二卷，及《说文称经证》、《家语发覆》、《艮山杂志》、《通俗编》、《湖山便览》、《无不宜斋诗文稿》等。